# Gerhard Falkner
Pour les articles homonymes, voir Falkner (homonymie).
Gerhard Falkner (né le 15 mars 1951 à Schwabach, Allemagne de l'Ouest) est un poète, dramaturge, essayiste et traducteur littéraire allemand.

## Biographie
Après une formation au métier de libraire, Gerhard Falkner vit pour quelque temps à Londres et publie, à partir du milieu des années 1970, des poèmes et de la prose dans les livres d'artistes et magazines tels que Bateria (de) et Lettre International. En 1981, il publie son premier ouvrage avec le recueil de poésie So beginnen am körper die tage, qui rompt avec la poésie de la décennie passée et « [créé] un monde très esthétisé, dans lequel il peut à nouveau être question d'une belle vie intérieure ». Dans Wemut (1989), il annonce qu'il ne publiera plus de recueils de ses propres poèmes, et se consacre davantage à la prose et à la dramaturgie. Son essai Über den Unwert des Gedichts se penche sur son retrait de la production littéraire et de l'écriture allemande contemporaine. Ce mémoire est devenu un texte central de la métapoétique récente. En 2000, après une pause de 14 ans, le recueil de poésie Endogene Gedichte est publié. Dans la postface à la place d'une postface, Falkner revient sur sa décision de se retirer.
Gerhard Falkner a traduit, entre autres, des poèmes de Gerard Manley Hopkins, Aleš Šteger (en), István Kemény, Lavinia Greenlaw, John Ashbery, William Butler Yeats, et Charles Olson. Enfin, avec sa femme Nora Matocza, il a travaillé à la version allemande de O Révolutions, le roman culte de Mark Z. Danielewski, paru en 2012 chez Klett-Cotta (de).
En 2012, il a été également été annoncé que Gerhard Falkner écrivait pour le compte des Musées nationaux de Berlin des poèmes sur la gigantomachie représentée sur la frise du monastère de Pergame, dont cinq ont été adaptés au cinéma par Felix von Boehm et Constantin Lieb, avec des acteurs de la Schaubühne am Lehniner Platz. Le livre correspondant est paru à l'automne 2012 chez Kookbooks.
Il est membre du PEN-Zentrums Deutschland. En 2016, son premier roman Apollokalypse a sélectionné sur la longlist du prix du livre allemand. Un an plus tard, le second roman de Falkner, Romeo oder Julia, a été qualifié pour la finale du prix du livre allemand.
Aujourd'hui, Gerhard Falkner vit à Weigendorf et Berlin.

## Œuvres

### Poésie et prose
- So beginnen am körper die tage (poésies, Luchterhand Verlag, 1981)  (ISBN 978-3-630-61521-9)
- Der atem unter der erde (poésies, Luchterhand Verlag 1984)  (ISBN 978-3-472-86577-3)
- Berlin. Eisenherzbriefe (1986, Luchterhand Verlag 1986)  (ISBN 3-472-86631-4)
- Wemut (Poésies, Luchterhand Verlag 1989)  (ISBN 978-3-630-86717-5)
- Pro E (avec des illustrations A. R. Penck, Druckhaus Galrev 1991)  (ISBN 978-3-910161-26-9)
- Über den Unwert des Gedichts. Fragmente und Reflexionen (Aufbau Verlag 1993)  (ISBN 978-3-351-02812-1)
- seventeen selected poems. (Druckhaus Galrev 1994)  (ISBN 978-3-910161-07-8)
- X-te Person Einzahl (poésies, Suhrkamp Verlag 1996)  (ISBN 978-3-518-11996-9)
- Endogene Gedichte. Grundbuch (DuMont Verlag 2000)  (ISBN 978-3-7701-5414-2)
- Gegensprechstadt - ground zero. Gedicht (avec musique de David Moss, Kookbooks 2005)  (ISBN 978-3-937445-14-4)
- Bruno. Eine Novelle (Berlin Verlag 2008)  (ISBN 978-3-8333-0604-4)
- Hölderlin Reparatur. Gedichte (Berlin Verlag 2008)  (ISBN 978-3-8270-0822-0)
- Kanne Blumma (poésies, ars vivendi 2010)  (ISBN 978-3-86913-035-4)
- Der letzte Tag der Republik / The Last Day of the Republic (starfruit publications 2011)  (ISBN 978-3-922895-22-0)
- Pergamon Poems. Gedichte + Clips, übersetzt von Mark Anderson. (Verlag Kookbooks, Berlin 2012)  (ISBN 978-3-937445-51-9)
- Ignatien. Elegien am Rande des Nervenzusammenbruchs, avec des séquences vidéo de Yves Netzhammer, traduit par Ann Cotten. (starfruit publications 2014)  (ISBN 978-3-922895-26-8).
- Deconstructing Gisèle, Livre d'artiste, en collaboration avec l'artiste Nora Matocza, 2016.
- Apollokalypse. Roman. (Berlin Verlag, Berlin 2016)  (ISBN 978-3-8270-1336-1).
- Romeo oder Julia. Roman. Berlin Verlag, Berlin 2017,  (ISBN 978-3-8270-1358-3).

### Théâtre
- Der Quälmeister. Nachbürgerliches Trauerspiel (DuMont Verlag 1998)
- Alte Helden. Schauspiel und deklamatorische Farce (DuMont Verlag 1998)
- A Lady Dies (1999). Kammeroper. Musik: Stefan Hippe. UA 11. März 2000 Nürnberg (Tafelhalle)

### Essais
- Über die Schwierigkeit beim Lesen von »gebrochenem deutsch«. In : Ulrich Janetzki, Wolfgang Rath (Hg.): Tendenz Freisprache: Texte zu einer Poetik der achtziger Jahre (Suhrkamp 1992)
- Die Jammergestalt des Poeten. In : Joachim Sartorius (Hg.): Minima Poetica. Für eine Poetik des zeitgenössischen Gedichts (Kiepenheuer & Witsch 1999)
- Baumfällen. Zur Phänomenologie des Niedermachens in der deutschen Literaturkritik am Beispiel Michael Brauns und des Bandes Lyrik von Jetzt. In : Deutscher Schriftstellerverband (Hg.): Neue Deutsche Literatur, 2/ 2004.
- Das Gedicht und sein Double. Eine Polemik. In: Bella triste no 19, 2007.
- MIND THE GAP. Über die Lücke zwischen lyrischem Ich und Wort. Préface de l'ouvrage : Gottfried Benn: Probleme der Lyrik. Späte Reden und Vorträge. Stuttgart (Klett-Cotta 2011).
- Übersetzen in Pfahlbauweise und die Grundmauern der Pergamon Poems. In : Volltext – Zeitung für Literatur, Nr. 2/2012, Wien 2012.
- Mon Dieuleuze! Translating Mark Z. Danielewskis Only Revolutions für gehobene, meta-inhaltliche Kreise. In : Schreibheft - Zeitschrift für Literatur, no 79, Essen 2012.
- Bekennerschreiben: Essays, Reden, Kommentare, Interviews und Polemiken. Publié par Constantin Lieb et Manfred Rothenberger (starfruit publications, 2017)

### Contribution à des anthologies
- AmLit. Neue Literatur aus den USA (Druckhaus Galrev 1992) avec Sylvère Lotringer
- Budapester Szenen. Junge ungarische Lyrik (DuMont Verlag 1999) avec Orsolya Kalász

## Prix et distinctions
- Bourses entre autres à New York (writer in residence, NYU), Amsterdam, Rome (Villa Massimo; Olevano Romano), Literarisches Colloquium Berlin, San Francisco et au Schloss Wiepersdorf.
- Bayerischer Kunstförderpreis dans la catégorie littérature 1987
- Bourse Schloss Solitude, Stuttgart 2003
- Stadtschreiber zu Rheinsberg 2003
- Dr. Manfred Jahrmarkt-Ehrengabe der Deutschen Schillerstiftung 2004
- Spycher: Literaturpreis Leuk (de) 2006 - en même temps que Gilles Rozier
- Kranichsteiner Literaturpreis 2008
- Peter-Huchel-Preis 2009
- August-Graf-von-Platen-Preis 2009
- Preis der Stadt Nürnberg 2010[6]
- Deutscher Literaturfonds: Bourse de traduction 2011
- Kulturakademie Tarabya Istanbul: Bourse de séjour 2012[7]
- Bourse de travail du sénat de Berlin 2013
- Villa Aurora Bourse de séjour à Los Angeles, 2014
- Wolfram-von-Eschenbach-Preis 2014
- Bourse de séjour à la Künstlerhaus Edenkoben, 2015
- Nomination sur la shortlist du prix du livre allemand avec Romeo oder Julia, 2017

## Adaptations musicales
- Stefan Hippe (* 1966): die liebe (2002) pour soprano et accordéon. Première représentation en janvier 2003 à Nuremberg (Künstlerhaus K4 ; Irene Kurka [soprano], Stefan Hippe [accordéon])